# Georges Delvael
Georges Delvael, né le 31 janvier 1944 à Woesten (section de la ville de Vleteren), est un coureur cycliste belge, professionnel de 1966 à 1967.

## Biographie
En 1966, il se classe 4e au Championnat des Flandres à 55 secondes derrière le vainqueur qui ne fut autre qu'Eddy Merckx.

## Palmarès
- 1965
  - Heestert-Tournai-Heestert
- 1966
  - Gullegem Koerse
  - 2e du Circuit du Port de Dunkerque
  - 2e du Circuit de la vallée de la Senne
  - 2e du Circuit de la région linière